# Carsten Bresser
Carsten Bresser (ur. 4 września 1970 w Würzburgu) – niemiecki kolarz górski, brązowy medalista mistrzostw świata w maratonie MTB.

## Kariera
Największy sukces w karierze Carsten Bresser osiągnął w 2003 roku, kiedy zdobył brązowy medal podczas mistrzostw świata w Lugano. W zawodach tych wyprzedzili go jedynie Szwajcar Thomas Frischknecht oraz Holender Bart Brentjens. Był to jedyny medal wywalczony przez Bressera na międzynarodowej imprezie tej rangi. W 2000 roku Niemiec wziął udział w igrzyskach olimpijskich w Sydney, gdzie uplasował się na ósmej pozycji. Na rozgrywanych cztery lata później igrzyskach w Atenach w wyścigu cross-country zajął tym razem dwudzieste miejsce.